# Niedokrwienie
Niedokrwienie (gr. ἰσχαιμία, ischaemia, isch – ograniczenie, haema – krew) – lokalne zaburzenie ukrwienia będące skutkiem ograniczenia lub całkowitego zatrzymania dopływu krwi do tkanki lub narządu. Następstwem tego stanu jest niedostateczna podaż tlenu i składników odżywczych. W efekcie dochodzi do niedotlenienia (hipoksji), niedożywienia, a ostatecznie do martwicy tkanek dotkniętych procesem niedokrwiennym.
Przyczynami niedokrwienia jest działanie nerwów naczynioruchowych, zmiany anatomiczne zwężające lub zatykające światło tętnic np. zakrzepica, zator, ucisk oraz wstrząs prowadzący do ogólnego niedokrwienia.
Następstwem niedokrwienia może być zanik narządu, zmiany zwyrodnieniowe, np. stłuszczenie, włóknienie oraz martwica.
Narządy najbardziej wrażliwe na niedokrwienie to:
- mózg
- nerki
- mięsień sercowy